# John Blashford-Snell
John Nicholas Blashford-Snell (Hereford, 22 ottobre 1936) è un ufficiale ed esploratore britannico.

## Biografia
Ha studiato al Victoria College e presso l'Accademia militare di Sandhurst, poi commissionato al Royal Engineers.
Tra le principali spedizioni a cui partecipò si annoverano la prima discesa del Nilo azzurro nel 1968; il viaggio da nord a sud nel continente americano partendo dall'Alaska e giungendo fino a Capo Horn (durante l'esplorazione fu per la prima volta attraversato totalmente tramite veicoli il tappo del Darién, una regione selvaggia situata al confine tra la Colombia e Panama) dal 1971 al 1972 e la completa navigazione del fiume Congo dal 1974 al 1975.
Nel 1978 ha fondato l'Operazione Drake, che in seguito si è sviluppata in Operazione Raleigh, un'iniziativa educativa per i giovani di cui è direttore generale. Nel 1974 gli è stato assegnato il trofeo Segrave.
È appassionato dell'auto Jowett Jupiter dopo averne posseduta una nel 1957-1958.
Nel 2006 Blashford-Snell ha aiutato la London hatmakers James Lock per progettare un cappello particolare per soddisfare le esigenze di esploratori (come riportato da Country Life con il titolo "Hats off a Blashers", il 29 giugno 2006).
Le sue pubblicazioni includono una autobiografia, Something Lost Behind the Ranges (1994). Dal 2001 è stato presidente a vita del Centre for Fortean Zoology.